# 指紋押捺拒否運動
指紋押捺拒否運動（しもんおうなつきょひうんどう）とは、外国人登録証の指紋押捺を拒否する運動である。

## 概要
日本では全ての外国人の指紋登録（指一本）が義務であった。しかし、戦後は9割以上を在日韓国・朝鮮人が占めていたため、日本国内の左派団体と在日民族団体は外国人登録制度を「日本人による在日差別だ」とする主張をした。日弁連は1985年10月19日に指紋押捺制度は廃止するべきであり、外国人登録法の改正措置を要求していく方針の決議をしている。テレビや朝日新聞などマスコミでは大きく肯定的に扱われ、朝鮮学校や朝鮮総連、進歩的文化人や日本社会党、日本共産党など革新政党やその支持者、市民団体や自治労など左派労働組合が賛同、さらに民団などに所属する在日韓国人もこの動きに加わるようになった。
1963年生まれで大阪の朝鮮学校出身の在日三世の豊璋は中学生の時から外国人登録証の指紋押捺反対デモに強制参加させられたことを明かしている。運動当時は朝鮮総連主導であり、北朝鮮・朝鮮学学校だけでなく、民団や韓国政府もこの指紋押捺を「犯罪者扱い」と批判をしていたと語っている。韓国の指紋登録制度 は両手10本を2回であるのに対して、日本の外国人登録証の押捺指は1本だけという「韓国人が韓国で印鑑証明カードを作る際」と同基準であった。そのため、豊璋は「あの反対デモが何だったのかと腹が立ってしょうがない。」と振り返っている。
1991年（平成3年）、時の首相であった海部俊樹が、大韓民国を訪問した際に調印された『日韓法的地位協定に基づく協議の結果に関する覚書』で、2年以内の指紋押捺廃止が決定し、1993年（平成5年）1月に外国人指紋押捺制度は廃止された。しかし、2001年に911アメリカ同時多発テロが起き、テロ対策の必要性が高まったことによって、2007年11月20日に外国人指紋押捺制度は復活した。しかし、外国籍指紋登録義務化復活ではあるが、一般の外国人の中で特別永住者のみ対象外とされている。

## 韓国における指紋登録制度
韓国では1962年から住民登録番号制度が導入されている。
1968年の韓国へのスパイ侵入事件である青瓦台襲撃未遂事件を受けて、北朝鮮工作員対策に「在韓外国人を含む17歳以上の住民」には、生年月日・性別・出生地・指紋と13桁の数字から構成されている住民登録証の保持が義務づけられている。韓国の個人番号カードの作成には、日本の外国人登録制度（当時）と違って、両手の全10本の指を2回押捺することが義務づけられている。 
2003年末に指紋登録制度の内、「1年以上の外国人滞在者」には指紋登録の義務付けを廃止した。しかし、2010年4月に可決・同年9月施行となる新制度が導入された。同制度第1段階措置として、過去に犯罪を犯した前科のある外国人などを対象に選別的に指紋を確認する制度を施行させた。更に、2011年7月からテロリストの流入などを防ぐのが目的で、「17歳以上で91日以上という長期滞在する者」にも、手の10本の指紋及び顔写真の提供が義務付けられた。すでに韓国で長期滞在している外国人に対しては、 出入国管理事務所の混雑などを考慮して2012年1月から登録開始すると発表した。 